# Kepler-138
Kepler-138 eller KOI-314, är en ensam stjärna belägen i den mellersta delen av stjärnbilden Lyran. Den har en skenbar magnitud av ca 13,04 och kräver ett kraftfullt teleskop för att kunna observeras. Baserat på parallax enligt Gaia Data Release 3 på ca 14,90 mas, beräknas den befinna sig på ett avstånd på ca 219 ljusår (67 parsek) från solen. Den rör sig närmare solen med en heliocentrisk radialhastighet på ca -37 km/s.

## Nomenklatur
Innan Kepler-observationen hade KOI-314 2MASS-katalognummer 2MASS J19213157+4317347. I Kepler Input Catalog har den beteckningen KIC 7603200, och när den visade sig ha transiterande planetkandidater fick den Kepler-objektets intressenummer KOI-314. 

## Egenskaper
Primärstjärnan Kepler-138 är en röd till orange stjärna i huvudserien av spektralklass M1 V. Den har en massa som är ca 0,54 solmassa, en radie som är ca 0,54 solradie och utsänder energi från dess fotosfär motsvarande ca 0,056 gånger solen vid en effektiv temperatur av ca 43 700 K.

## Planetsystem
Kepler-138 är värd för tre bekräftade exoplaneter och en trolig fjärde, icke-transiterande planet, Kepler-138e, som upptäcks genom transittidsvariationer. Bland dessa finns exoplaneten med den lägsta massan som hittills upptäckts, Kepler-138b, med en massa som är jämförbar med planeten Mars. Kepler-138d är uppmärksammad för dess låga densitet och troddes ursprungligen vara en gasdvärg, men nyare observationer från 2022 visar att den, liksom planet c, sannolikt är en vattenplanet.
De tre inre planeterna är för nära sin stjärna för att kunna befinna sig inom den beboeliga zonen, medan den troliga planeten Kepler-138e kretsar nära den inre kanten av den beboeliga zonen.
| Planet         | Massa              | Halv storaxel (AE) | Siderisk omloppstid (d) | Excentricitet       | Inklination   | Radie          |
| -------------- | ------------------ | ------------------ | ----------------------- | ------------------- | ------------- | -------------- |
| b              | 0,07 ± 0,02M🜨      | 0,0753 ± 0,0006    | 10,3134 ± 0,0003        | 0,020 ± 0,009       | 88,67 ± 0,08° | 0,64 ± 0,02 R🜨 |
| c              | 2,3 ± 0,5 M🜨       | 0,0913 ± 0,0007    | 13,78150 ± 0,00007      | 0,017 + 0,008−0,007 | 89,02 ± 0,07  | 1,51 ± 0,04 R🜨 |
| d              | 2,1 ± 0,6 M🜨       | 0,1288 ± 0,0010    | 23,0923 ± 0,0006        | 0,010 ± 0,005       | 89,04 ± 0,04° | 1,51 ± 0,04 R🜨 |
| e (obekräftad) | 0,43 +0,21−0,10 M🜨 | 0,1803 ± 0,0014    | 38,230 ± 0,006          | 0,112 +0,018−0,024  | 88,53 ± 1,0°  | -              |